# Tillsatsvikt
Tillsatsvikt, eller mer korrekt tillsatsmassa, är för ett flygplan skillnaden mellan den massa (i dagligt tal vikt) som flygplanet har när det står färdigt att flyga, inklusive olja och outnyttjbart bränsle i tankarna, och den maximalt tillåtna startmassan.
Tillsatsmassa kan oftast fördelas fritt mellan pilot, passagerare, bränsle och bagage med beaktande av regler för lastning och tyngdpunkt.